# آموري الشارتري

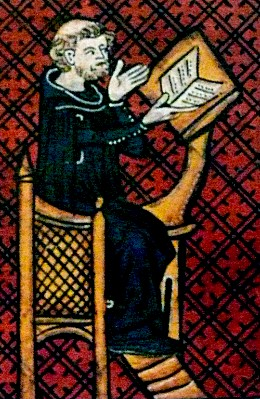
آموري الشارتري.

آموري الشارتري (بالفرنسية: Amaury de Chartres)‏ (ت 1207 م) هو فيلسوف ولاهوتي فرنسي. درس اللاهوت في باريس. كان يعلم أن كل إنسان عضو في المسيح، وكان يقصد بذلك، حسب شروح تلاميذه، أن الموجود الوحيد الذي له وجود، المماثل أبدًا لذاته، هو الله، وأن الخلاص لا قوام له إلا بالعلم بأن الله هو كل شيء. أدانت الكنيسة في عام 1204 مذاهبه الحلولية.